# Наримановский (Астраханская область)
Наримановский — посёлок в Наримановском районе Астраханской области, в составе Рассветского сельсовета. Входит в Астраханскую агломерацию.

## История
Посёлок возник в 1980 году на месте военной части и переданных позднее квартир военнослужащих в собственность работникам машинно-животноводческой станции (МЖС) Наримановского района, отсюда и предлагаемое название МЖС «Наримановская» (так он и именуется в справочнике 2ГИС).
С 2006 года районная администрация стала выделять участки под индивидуальное строительство, жители построенных домов регистрировались по месту жительства.
Законопроект о его создании уже поддержан комитетом по местному самоуправлению областного парламента.
По словам главы Рассветского сельсовета Павла Соловьева, раньше поселок в шутку называли «МЖС — место жительства скитальцев». Будущий населенный пункт предложили назвать МЖС «Наримановская» в честь предприятия, ставшего малой родиной для более 400 человек.
Образован посёлок официально в 2015 году, 28 декабря, в составе Рассветского сельсовета и первоначально без названия.
В 2018 году официально получил именование Наримановский.

## География
Примыкает к западной окраине посёлка Тинаки 2-е и к Автострадной улице Астрахани.
Уличная сеть
ул. Дорожная, ул. Южная, ул. Наримановская, ул. Полевая, ул. Титова и др.

## Инфраструктура
С 2006 года, когда стали выделяться участки на территории будущего посёлка, развивается инфраструктура, выделяются участки и ведется строительство.
Посёлок газифицирован, есть водоснабжение
Медицинское обслуживание населения осуществляется ФАПом села Рассвет.
Оптоволоконный интернет с 2017 года

## Транспорт
С северо-востока проходит автодорога федерального значения Р-22 Каспий, переходящая в восточной окраине посёлка в Европейский маршрут Е119 (имеющий участок Западная объездная трасса Астрахани под названием Автострадная улица Астрахани).